# Вейн Геннессі
Вейн Геннессі (англ. Wayne Hennessey, нар. 24 січня 1987, Бангор) — валлійський футболіст, воротар англійського клубу «Ноттінгем Форест» і національної збірної Уельсу.

## Клубна кар'єра
Вихованець футбольних академій англійських клубів «Манчестер Сіті» і «Вулвергемптон Вондерерз». З 2006 року почав потрапляти до заявки основної команди «Вулвергемптона», проте перший досвід виступів у дорослому футболі отримав у командах нижчих ліг «Бристоль Сіті» і «Стокпорт Каунті», за які грав на умовах оренди відповідно у 2006 і 2007 роках.
У квітні 2007 року відкликаний з оренди до «Вулвергемптона» через травму основного воротаря команди Метта Мюррея. В сезоні 2007/08 скористався відсутністю Мюррея і став основним голкіпером «вовків». Наступного сезону 2008/09 допоміг команді перемогти у Чемпіоншипі і підвищитися в класі до англійської Прем'єр-ліги. Відповідно наступний сезон Геннессі розпочав у найвищому англійському дивізіоні, спочатку залишався гравцем стартового складу, але після декількох невдалих ігор поступився місцем основного голкіпера американцю Маркусу Ганеману, який приєднався до «Вулвергемптона» у міжсезонні. Згодом Геннессі відвоював місце в «основі», і з осені 2010 до весни 2012 року здебільшого саме він розпочинав ігри на останньому рубежі захисту «вовків». 
В одному з матчів у квітні 2012 отримав важку травму коліна, яка залишила йогу поза грою на пів року. Восени 2012, коли Геннессі вже готувався повернутися до команди, в нього стався рецидив травми й він повністю пропустив сезон 2012/13. Коли воротар нарешті був готовий повернутися на поле, команда, у складі якої він востаннє грав двома сезонами раніше у Прем'єр-лізі, готувалася стартувати у змаганнях третього за силою дивізіону. До того ж місце у воротах «Вулвергемптона» вже досить довго стабільно займав Карл Ікеме, тож повернення у футбол для Геннессі відбулося у «Йовіл Тауні», куди його було орендовано наприкінці серпня 2013. Повернувся з оренди у січні 2014 року, проте був незадоволений статусом резервного воротаря і навіть відмовився готуватися до наступної гри, коли основний голкіпер «вовків» Ікеме був травмований. 
31 січня 2014 року «Вулвергемптон» домовився про трансфер проблемного воротаря до клубу «Крістал Пелес». Таким чином Геннессі повернувся до Прем'єр-ліги, проте протягом перших 1,5 сезонів на поле виходив лише декілька разів. Утім вже з початку сезону 2015/16 зумів стати основним воротарем «Крістал Пелес», відтиснувши на лаву запасних досвідченого аргентинця Хуліана Спероні.
Влітку 2021 підписав 2-річний контракт з клубом «Бернлі».

## Виступи за збірні
Грав у складі юнацької збірної Уельсу, взяв участь у 13 іграх на юнацькому рівні. Протягом 2005–2009 років залучався до складу молодіжної збірної Уельсу. На молодіжному рівні зіграв у 6 офіційних матчах.
2007 року дебютував в офіційних матчах у складі національної збірної Уельсу. Наразі провів у формі головної команди країни 55 матчів.